# Dominique Leurquin
Dominique Leurquin (* 2. února 1965, Lille, Francie) je francouzský kytarista a člen italské hudební skupiny Turilli/Lione Rhapsody, se kterou hraje od jejího založení v roce 2018. Před tím působil ve skupině Luca Turilli's Rhapsody jako plnohodnotný kytarista a v kapele Rhapsody of Fire jako koncertní kytarista.
V roce 2012 se mu stala nehoda při práci na cirkulárce, málem kvůli velké ztrátě krve přišel o celou ruku a nevědělo se, jestli bude ještě někdy moci hrát na kytaru. Na pódium se Leurquin nakonec vrátil téměř o dva roky později, 15. srpna 2014. První vystoupení po svém zranění odehrál na českém festivalu Made of Metal.